# Halle aux viandes de Termonde
La Halle aux viandes de Termonde (Vleeshuis Dendermonde en néerlandais) est un édifice de style gothique situé à Termonde, dans la province de Flandre-Orientale en Belgique.
Le bâtiment est un édifice en style gothique flamboyant datant de 1460.

## Localisation
La Halle aux viandes de Termonde occupe l'angle nord-ouest de la Grand-Place de Termonde (Grote Markt), et plus précisément le no 32.
Elle se dresse face à l'hôtel de ville de Termonde et à des maisons anciennes comme De Pelikaan (Le Pélican, de style baroque, au no 30), la Maison de la Tête d'Or (Het Gulden Hoofd, de style baroque, au no 20), la Maison Navicula (de style traditionnel, au no 22) et la Maison du Cygne (De Zwane, de style néo-baroque, au no 24).

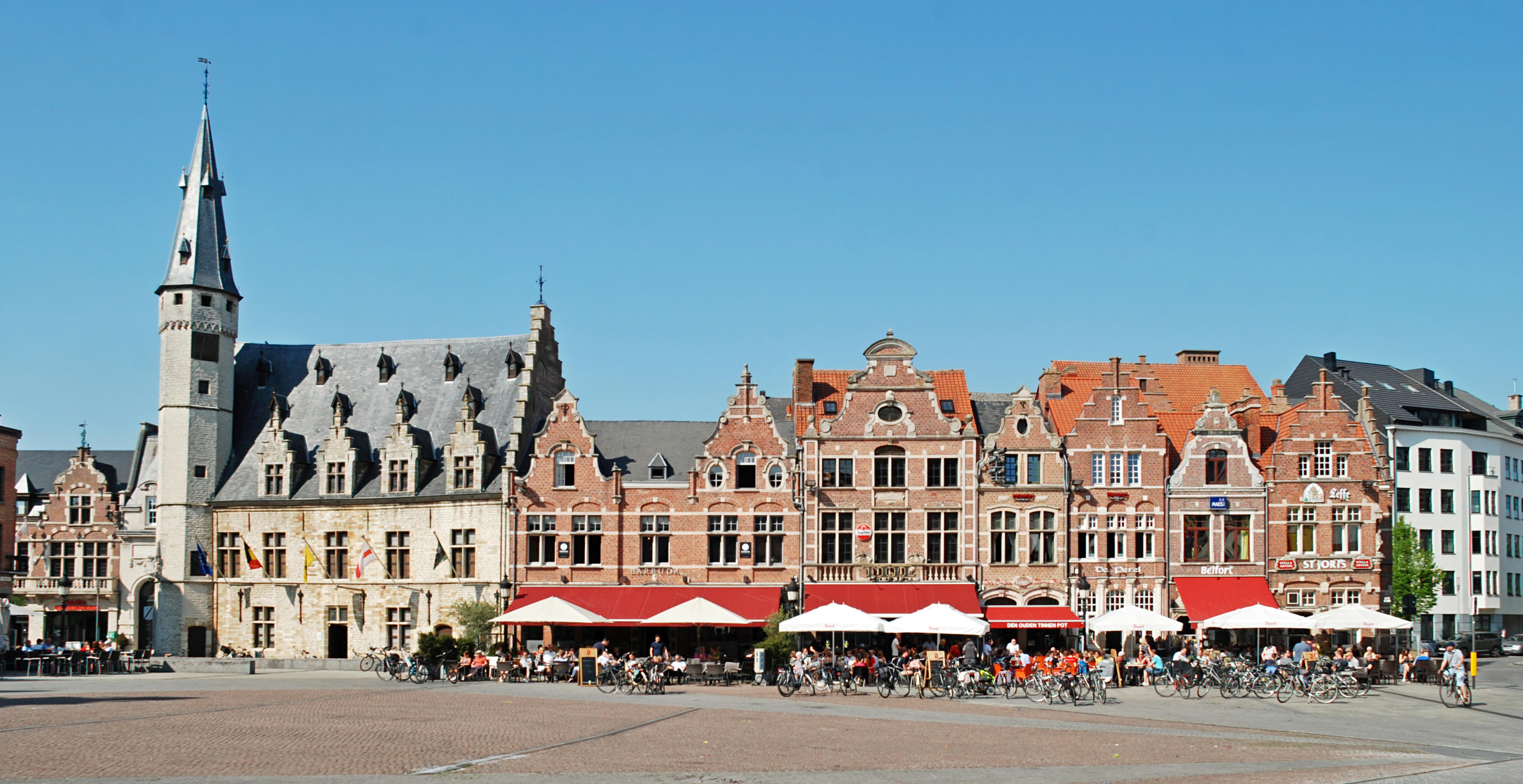
Le côté nord de la Grand-Place.

## Historique

### Construction
La plus ancienne mention connue de la Halle aux viandes de Termonde date de 1293. Le rez-de-chaussée est alors occupé par la Halle aux viandes (vleeshuis) et l'étage par la Halle aux draps (lakenhal).
À partir de la seconde moitié du XIVe siècle, après la construction d'une nouvelle Halle aux draps de l'autre côté de la Grand Place, l'étage de la Halle aux viandes sert de maison échevinale puis de prison à partir de 1405, après la construction d'un hôtel de ville adjacent à la nouvelle Halle aux draps.
Le bâtiment est rasé et remplacé en 1460-1462 par une nouvelle Halle aux viandes bâtie par l'architecte Jan Gueteghem en style gothique,.
En 1771-1772, un double escalier en pierre bleue est érigé contre la façade pour accéder au premier étage.

### Restaurations
Le double escalier en pierre bleue érigé en 1772 est supprimé lors d'une restauration radicale menée en 1898-1899 selon les plans de l'architecte communal Edouard Bouwens. 
Les lucarnes de pierre qui décorent la toiture sont érigées peu après, en 1903, par l'architecte communal Alexis Sterck.
Le bâtiment échappe en septembre 1914 à l'incendie qui détruit une grande partie du centre-ville.
En 1926, sous la direction de l'architecte communal Fernand de Ruddere, la tour est démolie et reconstruite avec les matériaux récupérés.
Le bâtiment est modernisé en 1969-1973 et subit des travaux d'entretien et de rénovation de la toiture en 1986-1987.

## Classement
La Halle aux viandes fait l'objet d'un classement au titre des monuments historiques depuis le 6 janvier 1943 et figure à l'inventaire du patrimoine immobilier de la Région flamande sous la référence 49016,.

## Architecture

### Façade méridionale
Du côté de la Grand-Place, la Halle aux viandes présente une façade de grès de deux niveaux qui compte quatre travées au rez-de-chaussée et cinq travées à l'étage.
Le rez-de-chaussée, agrémenté de grandes ancres de façade, est percé d'une porte à arc surbaissé, d'une porte à imposte vitrée et de deux fenêtres à croisée.
L'étage, séparé du rez par un puissant cordon de pierre, est percé de cinq fenêtres à croisée et renforcé de cinq ancres de taille plus petite qu'au rez-de-chaussée.
La toiture en bâtière couverte d'ardoises de couleur anthracite intègre quatre grandes lucarnes à gradins percée chacune d'une fenêtre à croisée. Ces lucarnes (ajoutées en 1903) sont érigées en grès sur la façade avant et en briques sur la façade arrière. Chacune d'elles porte la statue d'un lion et d'un écu. La toiture porte également, par versant, deux registres de petites lucarnes en bois.
La façade méridionale se termine à l'ouest par une tour d'angle octogonale de quatre niveaux séparés par des cordons de pierre. La tour est percée au rez-de-chaussée d'une porte à arc surbaissé. Elle se termine par un étage en porte-à-faux supporté par des arcatures et percé d'une fenêtre carrée sur chaque face, étage lui-même surmonté d'une flèche octogonale en ardoises agrémentée de petites lucarnes en bois.
Un des angles de la tour est orné d'une statue de la Vierge.
La tour porte, juste sous l'étage en porte-à-faux, un cadran solaire fait d'un panneau de bois foncé orné de bandes de cuivre. Ce cadran solaire orienté au sud donne l'heure de 5 heures du matin à 5 heures du soir. Au centre, à la base du gnomon, sont gravées quatre dates : 1639 (restauration du cadran solaire), 1898 (restauration de la Halle aux viandes), 1927 (démontage et reconstruction de la tour) et 1971 (dernière restauration de l'édifice).

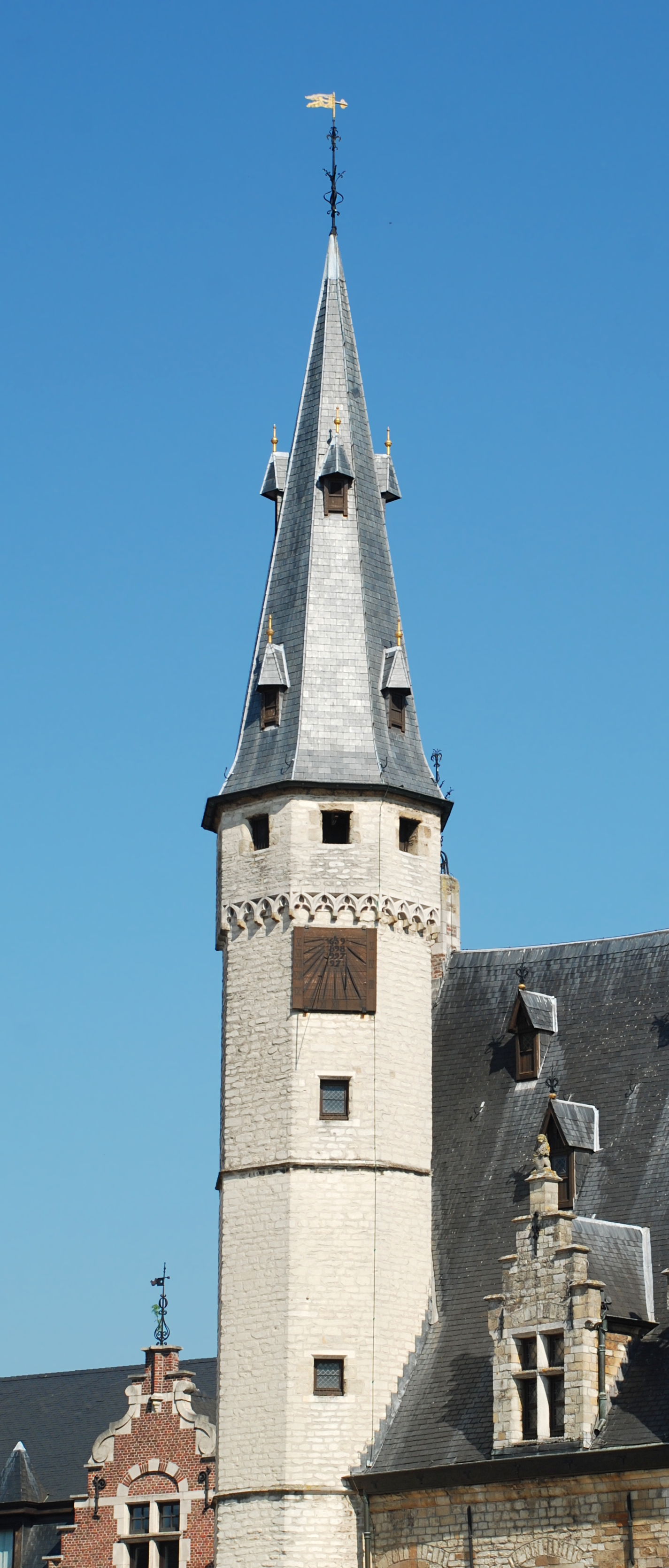
La tour.
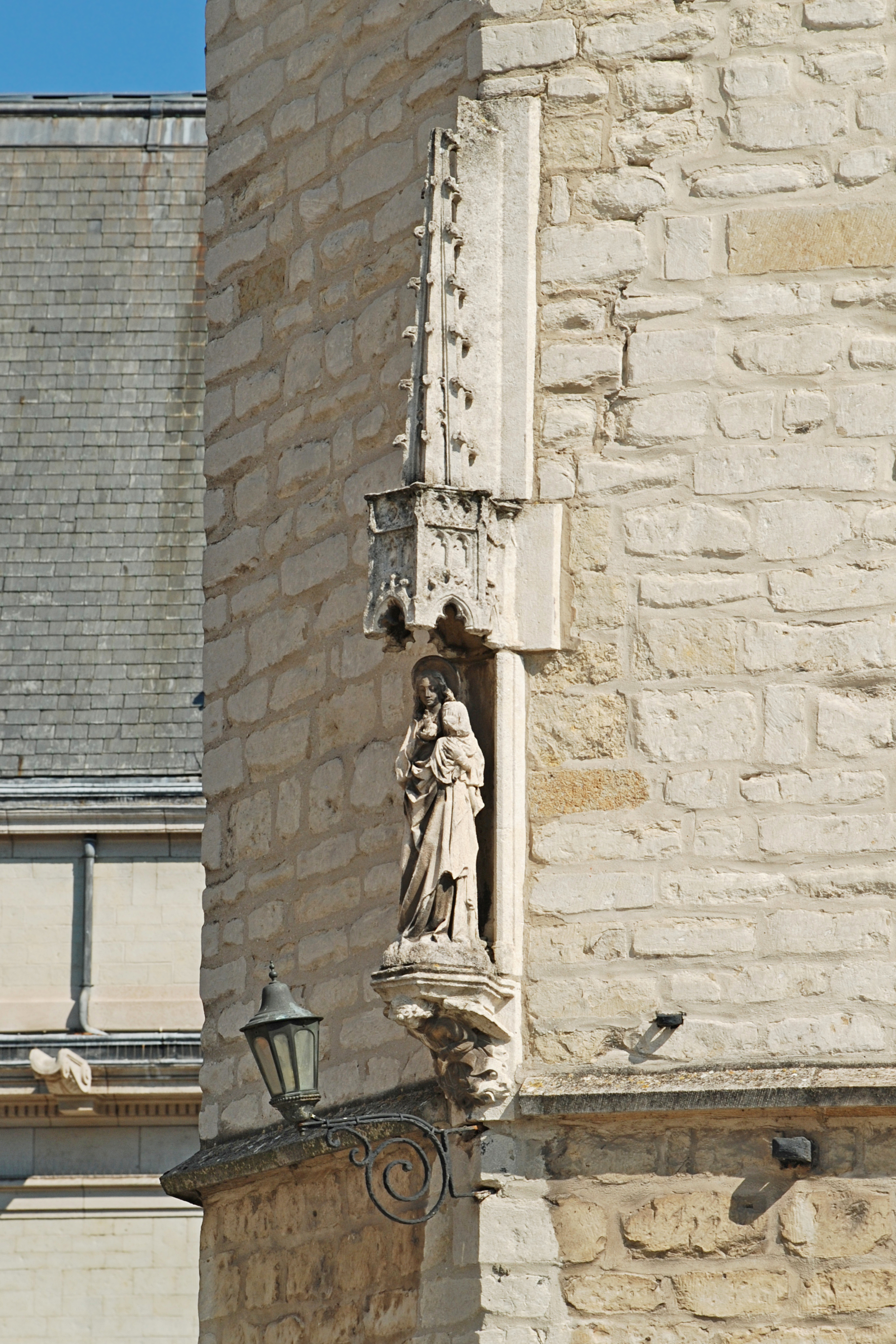
Statue de la Vierge.
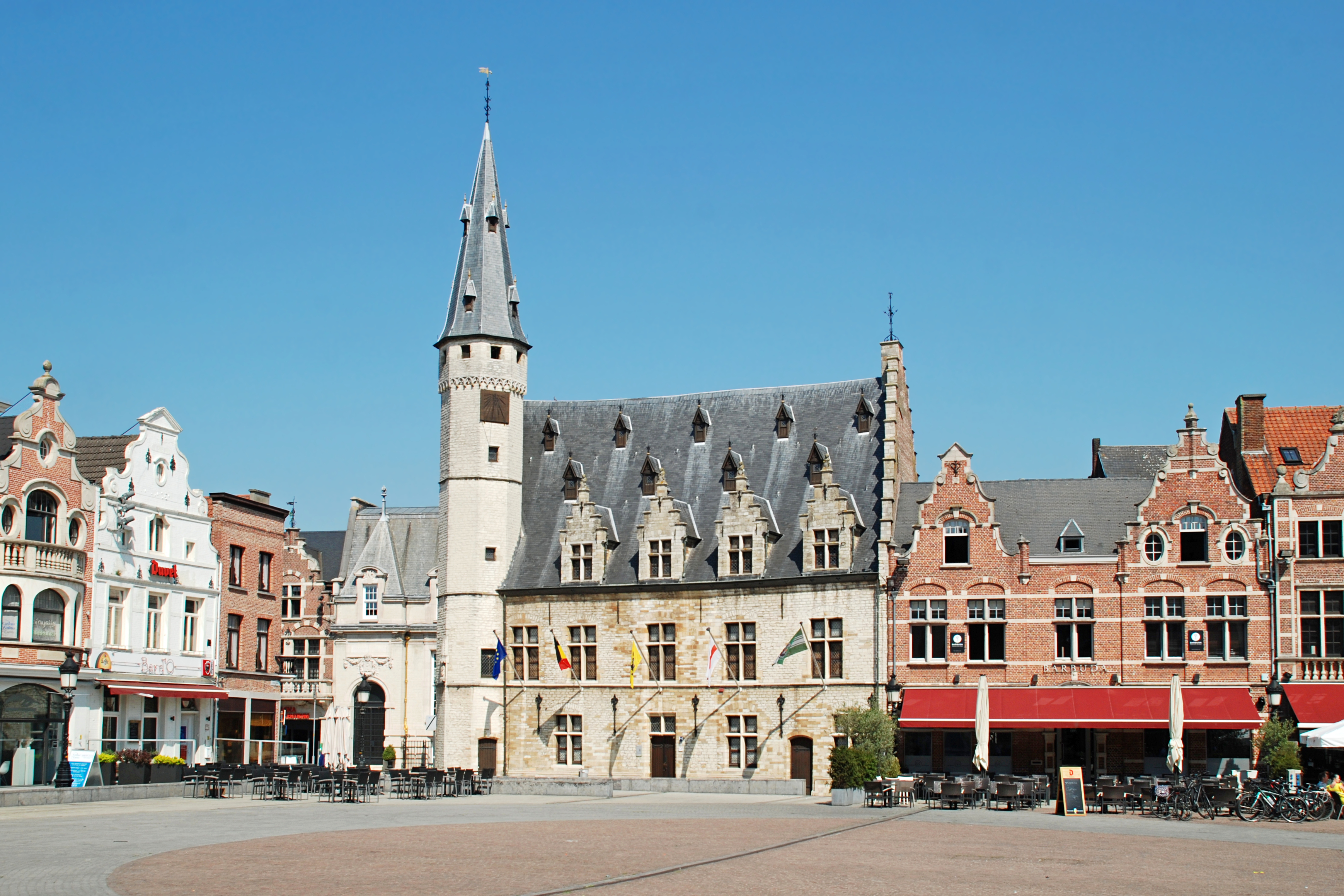
La façade méridionale.
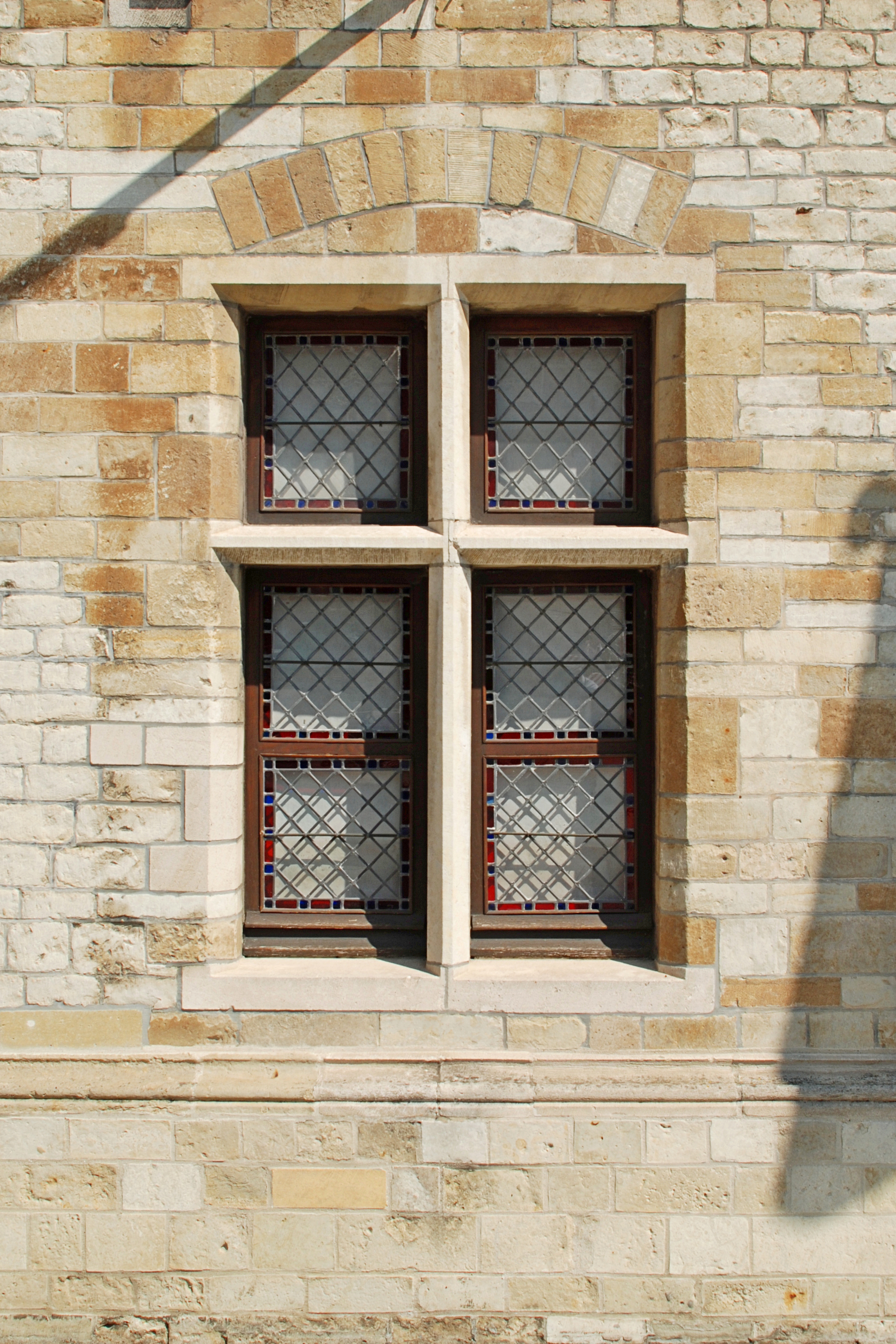
Fenêtre à croisée.
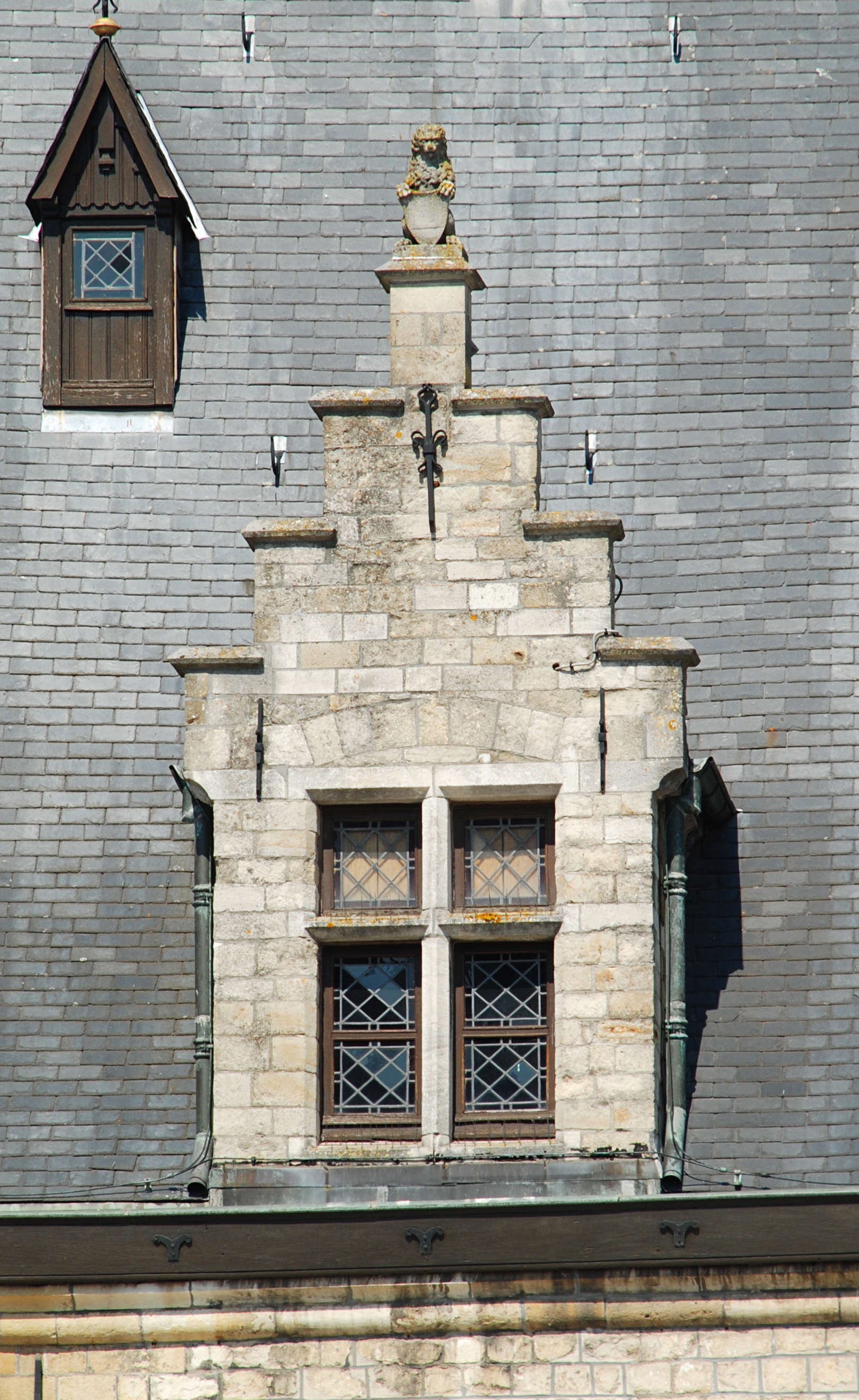
Lucarne à gradins.

### Façade occidentale
La façade occidentale compte une seule travée, flanquée de la tour d'angle et percée de cinq niveaux de fenêtres non alignées, dont trois fenêtres à croisée, une fenêtre à meneau et une petite fenêtre carrée. Elle se termine par un pignon à gradins.
Le rez-de-chaussée, agrémenté de grandes ancres de façade comme la façade principale, est percé d'une porte à arc surbaissé et d'une fenêtre à croisée, qui datent de la campagne de restauration.
Le premier étage est orné, juste au-dessus du bandeau de pierre qui le sépare du rez, d'une niche représentant saint Georges (sint Joris) terrassant le dragon.

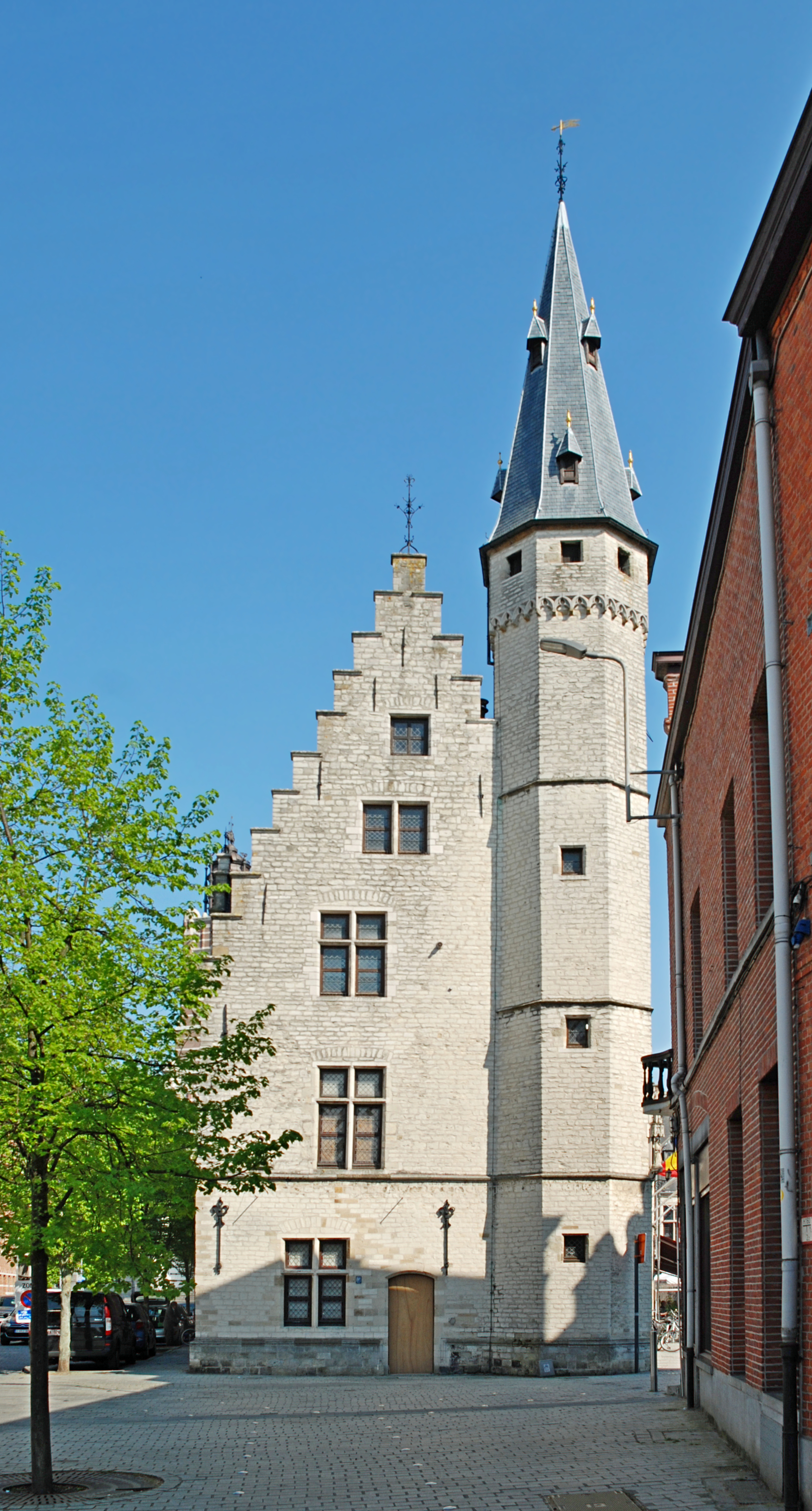
La façade occidentale.
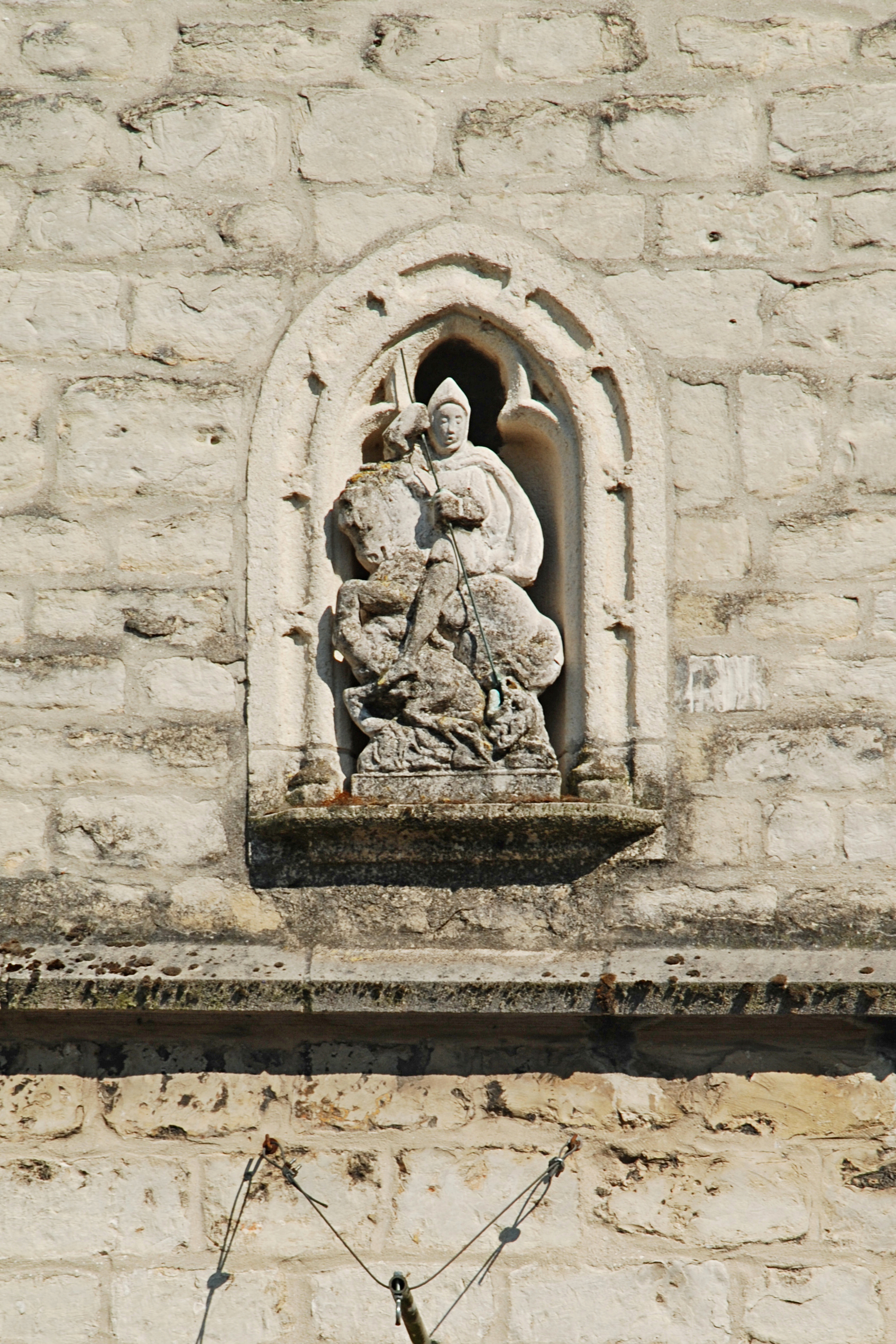
Niche figurant saint Georges.
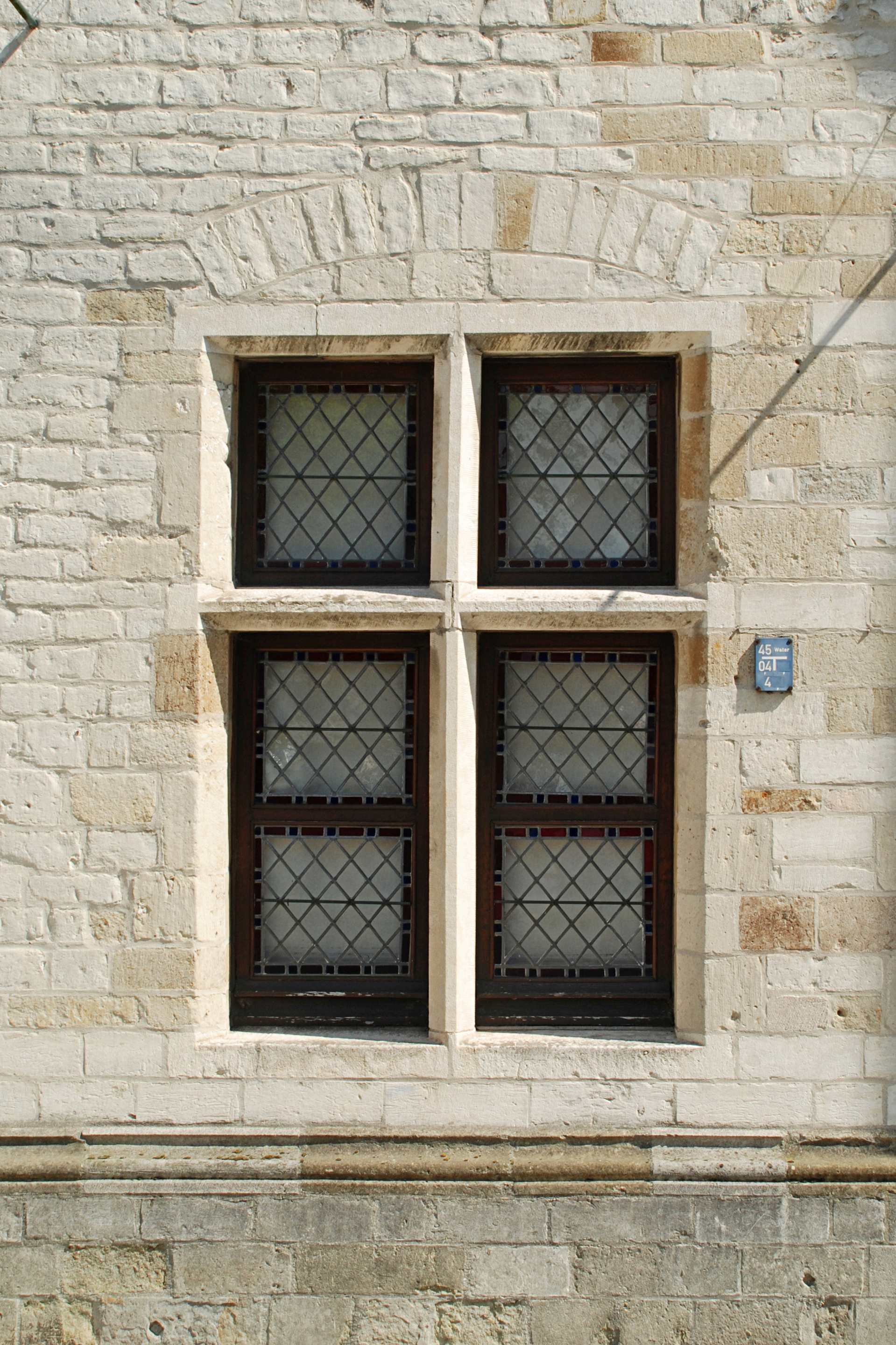
Fenêtre à croisée de la façade occidentale.

### Façade arrière
Pour la façade arrière, l'architecte du XVe siècle Jan Gueteghem a utilisé de la brique de Mespelaar.
L'architecte communal Alexis Sterck, qui a ajouté des lucarnes à gradins en 1903, a également utilisé la brique pour les lucarnes de l'arrière.

## Musée archéologique et d'histoire
Le bâtiment abrite le Musée archéologique et d'histoire (Oudheidkundig Museum) dont les collections sont consacrées à l'histoire culturelle et au folklore de Dendermonde,.
La pièce maîtresse du musée est sans aucun doute le squelette d'un mammouth qui est mort il y a environ 28.000 ans dans le polder Sint-Onolf. Le musée possède également des collections romaines et franques.